# Serranía de La Lindosa
Serranía de La Lindosa är en bergskedja i Colombia.   Den ligger i departementet Guaviare, i den centrala delen av landet, 280 km sydost om huvudstaden Bogotá.